# Necturus beyeri
Necturus beyeri é uma espécie de anfíbio caudado pertencente à família Proteidae. Endêmica dos Estados Unidos.